# Лушко побрђе
Лушко, у старијим књигама наведено и као Псковско побрђе (рус. Лужская возвышенность; Пско́вская возвышенность) моренско је узвишење у виду побрђа у северном делу Псковске области на западу европског дела Руске Федерације. Побрђе се налази између Чудско-псковске депресије на западу и Прииљмењске депресије на истоку и представља развође између сливова Шелоња (басен реке Неве) на истоку, Пљусе на северу и Великаје на западу (обе у сливу Нарве).
Подручје има овалан облик дијаметра од 64 до 66 километара и површине око 2.900 км². Највиша тачка је брдо Кочебуж и лежи на надморској висини од 204 метра. На подручју Лушког побрђа свој ток започињу реке Пскова, Чјорнаја, Желча, Љута (дели област на два дела, источни и западни) Куреја и Ситња. Корита свих ових река секу побрђе на бројне раздвојене целине. Од бројних мањих ледничких језера својим димензијама се издвајају Црно језеро (површине 8,75 км²) и Шчирско језеро (површине 8,2 км²).
Више од половине територије Лушког побрђа прекривено је шумама, и то углавном јеле (која углавном расте на моренским узвишењима) и бора (доминантан у нижем песковитијем тлу).
Административно, подручје Лушког побрђа подељено је између Стругокрасњенског, Пљушког, Псковског и Гдовског рејона. Област је слабо насељена, а највеће насеље је варошица Струги Красније.

## Видети
- Псковска област